# Оливье, Монтсеррат
Монтсеррат Оливье (исп. Montserrat Lourdes Socorro Olivier Grimau; род. 13 апреля 1966, Монтеррей, Нуэво-Леон, Мексика) — мексиканская актриса, телеведущая и фотомодель. Рост - 177 см.

## Биография
Она начала модельную карьеру в 16 лет, вскоре появившись на обложке журнала Vogue. В 1987 году она появилась в эпизодической роли гостьи на празднике в теленовелле «Дикая Роза». Для продолжения карьеры в модельном бизнесе она переехала в Майями, где сотрудничала с модными журналами, такими как Elle и Top Model. В США она получила работу на испаноязычном канале Telemundo, став на два года ведущей телепрограммы Basta.
Проведя несколько лет в США, она вернулась в Мехико и стала сниматься в теленовеллах производства Televisa, таких как «Рамона», «Рождённый без греха» и «Мачеха». В 2000 году Televisa запустила ток-шоу «Дочери Матери-Земли», которое она вела и продюсировала вместе со своей близкой подругой Йоландой Андраде. Одновременно с этим она продолжала работать моделью, снималась в рекламе известных брендов, таких как Coca-Cola, L’Oréal Paris и Lancome.
В 2000-х годах она вела для Televisa трансляции с ведущих мировых спортивных соревнования, таких как летние Олимпийские игры 2004 и 2008 годов, и чемпионаты мира по футболу 2002 и 2010 годов. В 2002 году она вела церемонию вручения наград латиноамериканского канала MTV. В 2013 году вновь с Йоландой Андраде она стала ведущей музыкального ток-шоу Mojoe.
Монтсеррат Оливье находится в отношениях со словацкой моделью Яей Косиковой. 

## Деловые предприятия
Помимо значительного присутствия в СМИ, Монтсеррат Оливье владеет несколькими предприятиями, в частности: линия одежды Royal Closet;  линия солнцезащитных очков под названием MO Lunettes du Soleil и производственная компания, которая специализируется на производстве рекламных роликов.

## Фильмография
Сериалы
- 1987 — Дикая Роза / Rosa salvaje — гостья на празднике семьи Линарес
- 2000 — Рамона / Ramona — Дорис
- 2001 — Рождённый без греха / Sin pecado concebido — Монтсеррат Эспанья
- 2005 — Мачеха / La madrastra — Патрисия Ибаньес
- 2007—2008 — Слово женщины / Palabra de mujer — Монтсеррат

Фильмы
- 2012 — Полёт бабочек (документальный) — читает закадровый текст в испанском дубляже